# Celler Moragues
El Celler Moragues és un celler de Vinaixa (Garrigues) que forma part de l'Inventari del Patrimoni Arquitectònic de Catalunya.

## Descripció
És una construcció recuperada, avui rehabilitada i convertida en celler. És un soterrani de planta més o menys quadrada, amb les parets fetes de maó i dues fileres d'arcs apuntats aparellats, al fons d'aquests hi ha restes de forats que haurien estat utilitzats com a forns. A les parets es troben evidències de quatre fileres més d'arcades. En l'actualitat hi ha botes sota els arcs i també sobre seu. L'escala d'accés i el sostre semblen posteriors.

## Història
La cronologia és molt difícil d'apuntar amb certesa. Hi ha alguna hipòtesi que ens assenyala que podria haver estat un forn o una destil·leria d'alcohol als voltants de mitjan segle xii. Aquesta es basa en la relació de l'ús dels maons i la permanència de musulmans a la vila.